# 비토크라시
비토크라시(Vetocracy)는 어느 기관이나 단체도 결정을 내리고 책임을 지기 위한 충분한 권한을 가지지 못하는 정부 시스템의 오작동 상태를 말한다. 미국의 정치학자 프랜시스 후쿠야마가 만든 용어로 적절한 무효화 수단이 없는 상태에서 정부나 단체에서 거부권을 행사하려는 능력·의지를 가리킨다. 과거 폴란드-리투아니아의 자유거부권이나 국제연맹이 잦은 비토크라시 행사로 체제가 붕괴했으며 현대의 유엔 안전 보장 이사회 상임이사국이 배타적 거부권을 행사하여 결정적인 행동을 취하지 못하게 막는다는 비판이 있다.
또한 후쿠야마는 미국도 비슷한 위기에 직면하고 있다고 주장했다. 미국은 여러 단계의 정부 시스템을 갖추고 있는데 이들이 가진 거부권이 정치적 기능 장애를 부르고 고통을 초래할 것이라 경고한 것이다. 이는 유권자들로 하여금 정치에 싫증을 느끼게 하고 정치를 포퓰리즘과 권위주의로 이끌 수 있게 된다.
대한민국에서도 "정치가 실종됐다"라며 여야 간의 극한 대립 상황이 자주 펼쳐졌다. 박근혜 정부·문재인 정부 때 심화된 정치의 양극화는 윤석열 정부 때 극에 달해 소수 여당인 국민의힘은 협치와 국민 통합에 인색했고 다수 야당인 더불어민주당도 정부 견제를 명분으로 입법 독주에만 나섰다. 「양곡관리법」 개정안과 「간호법」 제정안을 야당이 일방적으로 통과시키고 대통령이 거부권을 행사하는 상황이 이어지면서 갈등이 극에 달하기도 했다.